# Residentie Orkest

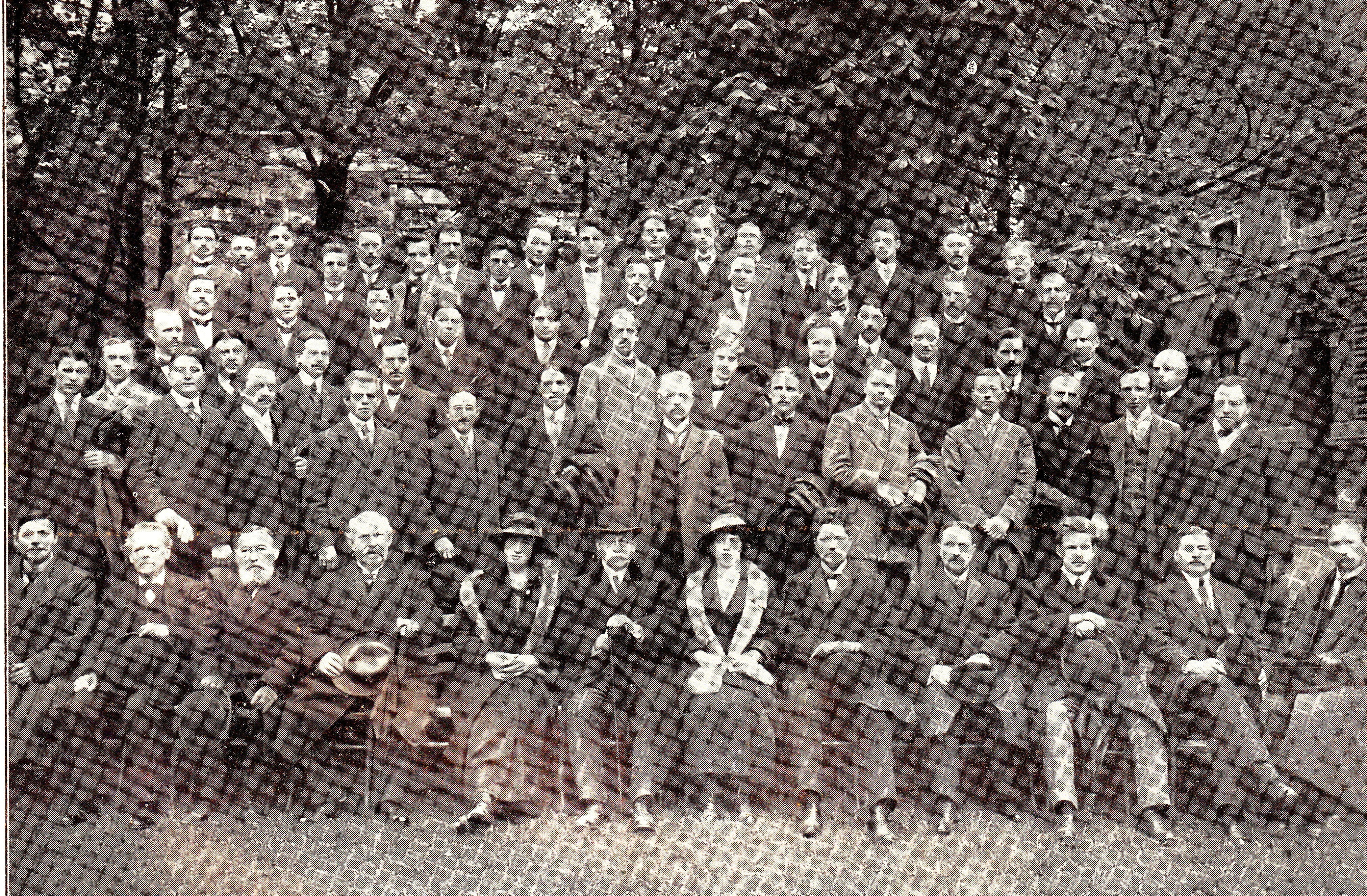
Het Residentie Orkest met in het midden directeur Henri Viotta (Foto uit het maandblad Eigen Haard, 1914)

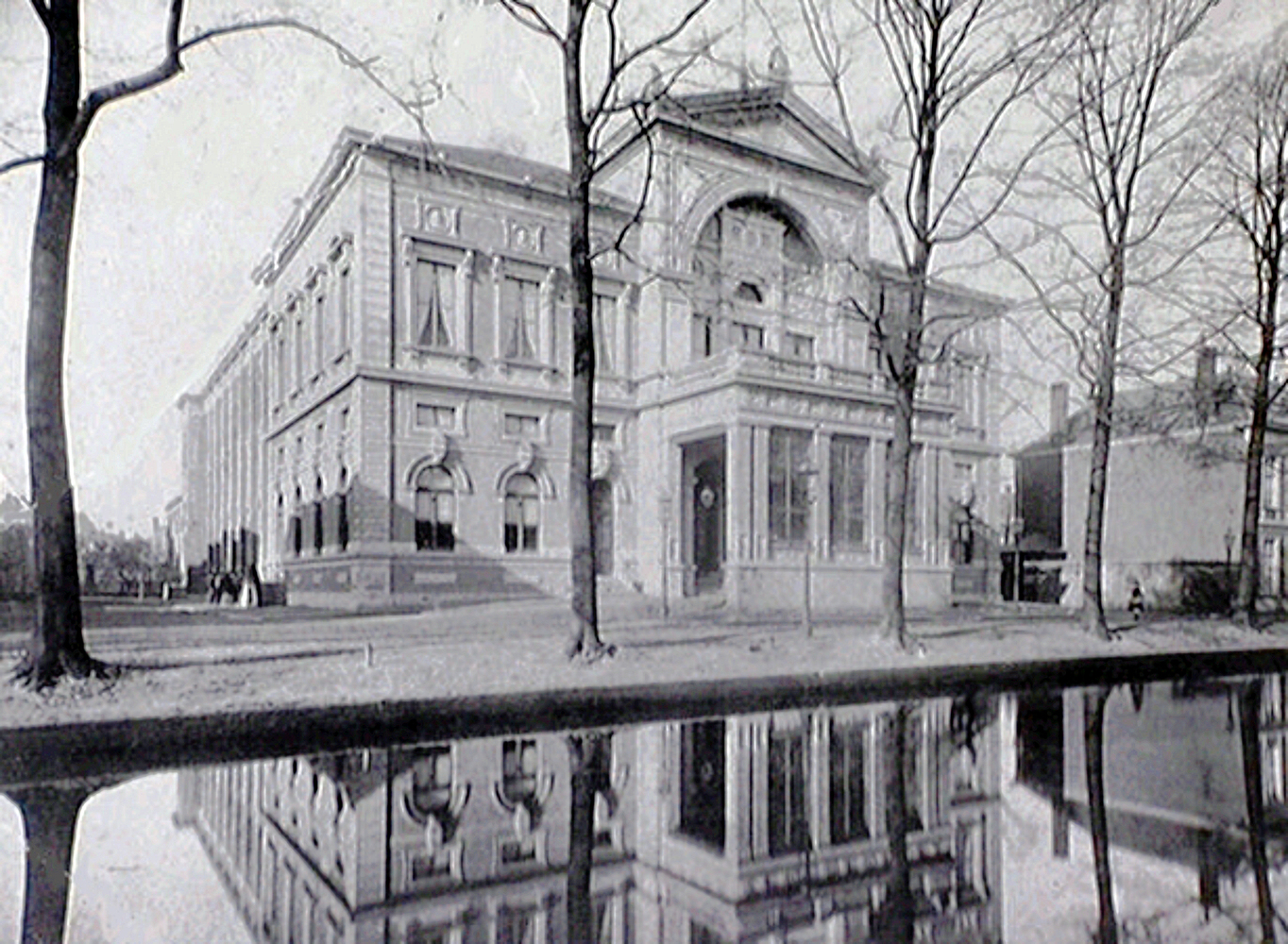
Van 1903 tot 1964 concerteerde het Residentie Orkest in "K & W" (het Gebouw voor Kunsten en Wetenschappen)

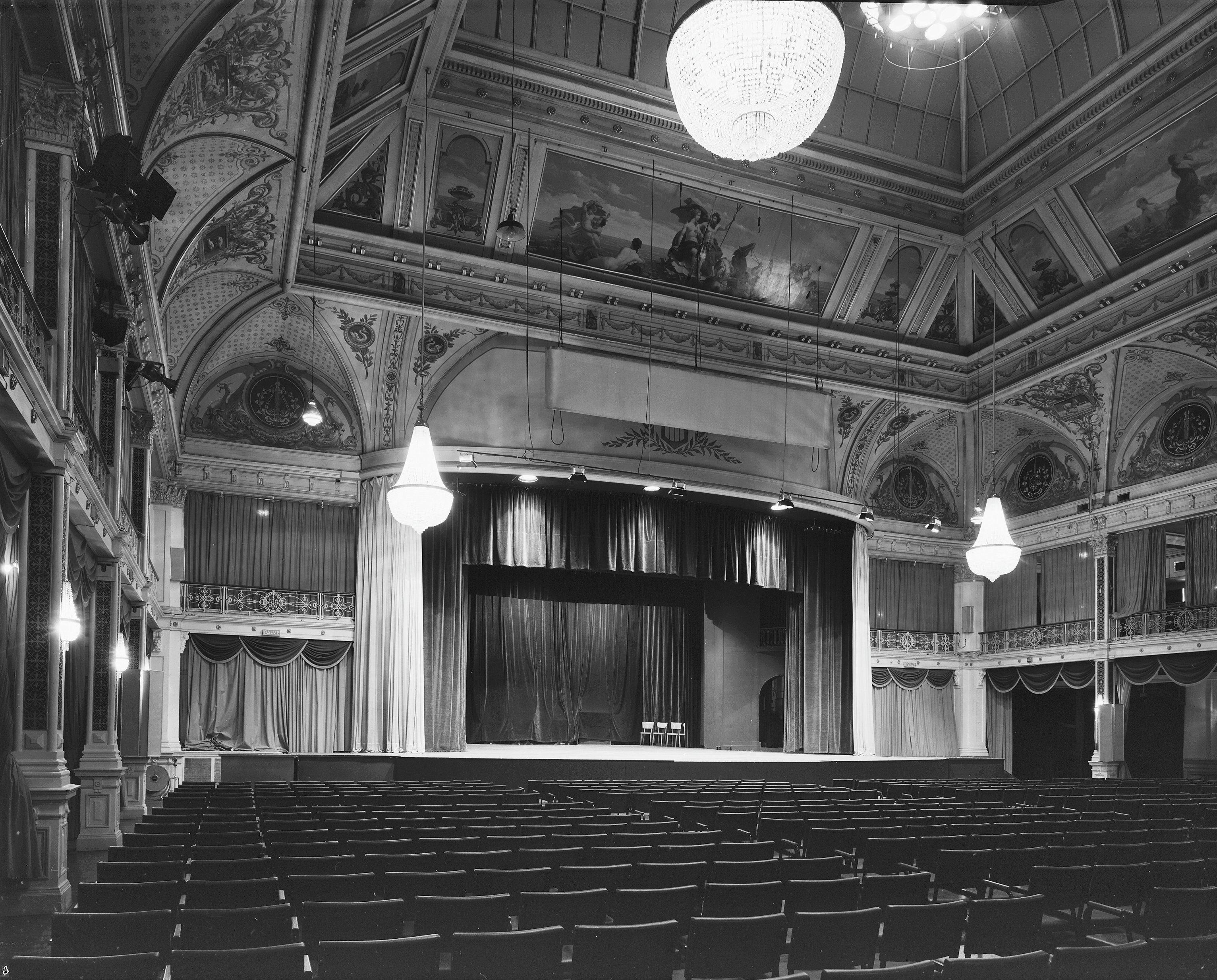
De zomerconcerten vonden van 1915 tot 1968 plaats in de Scheveningse Kurzaal

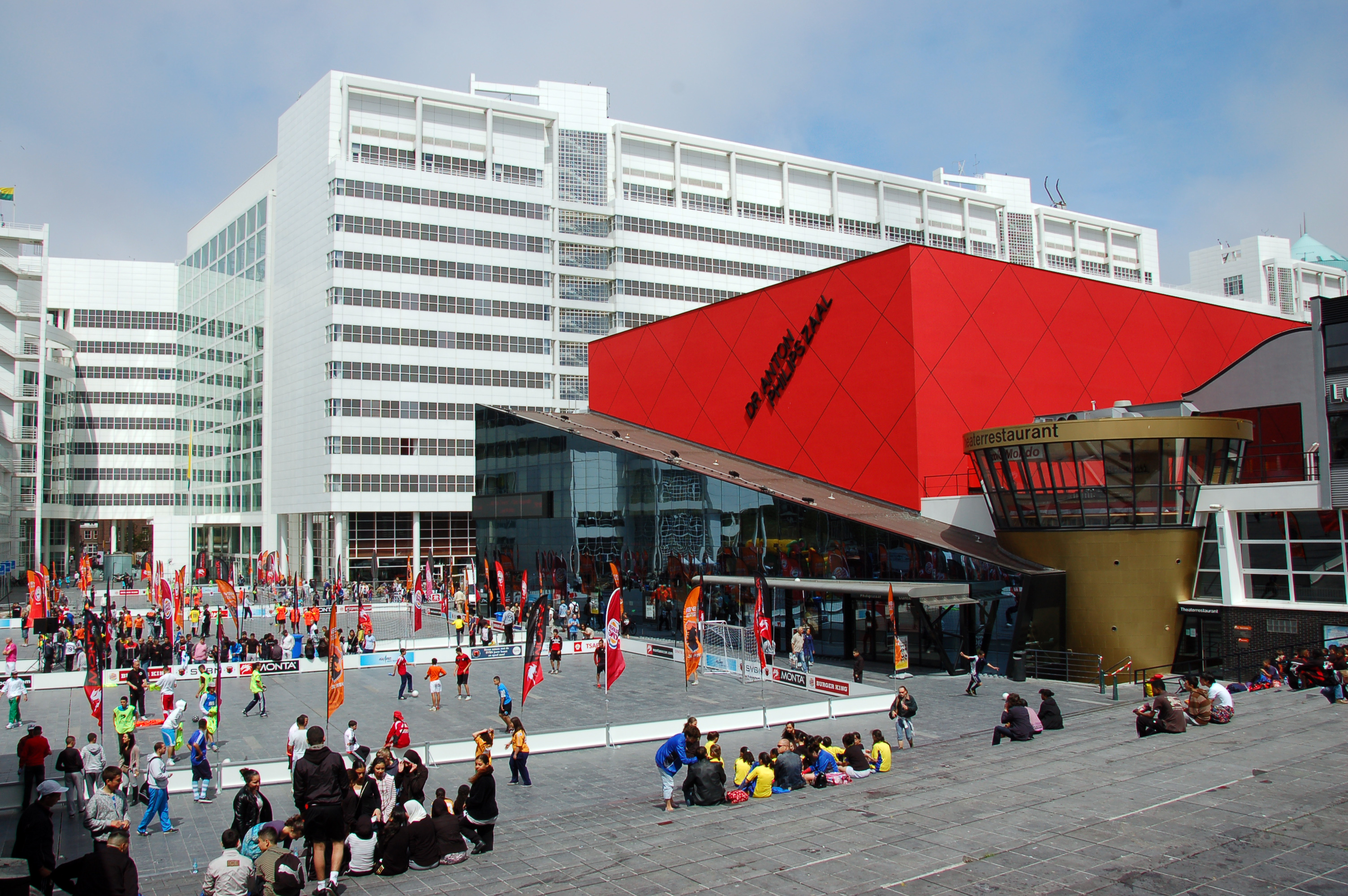
Van 1987 tot 2015 concerteerde het Residentie Orkest in de Dr. Anton Philipszaal

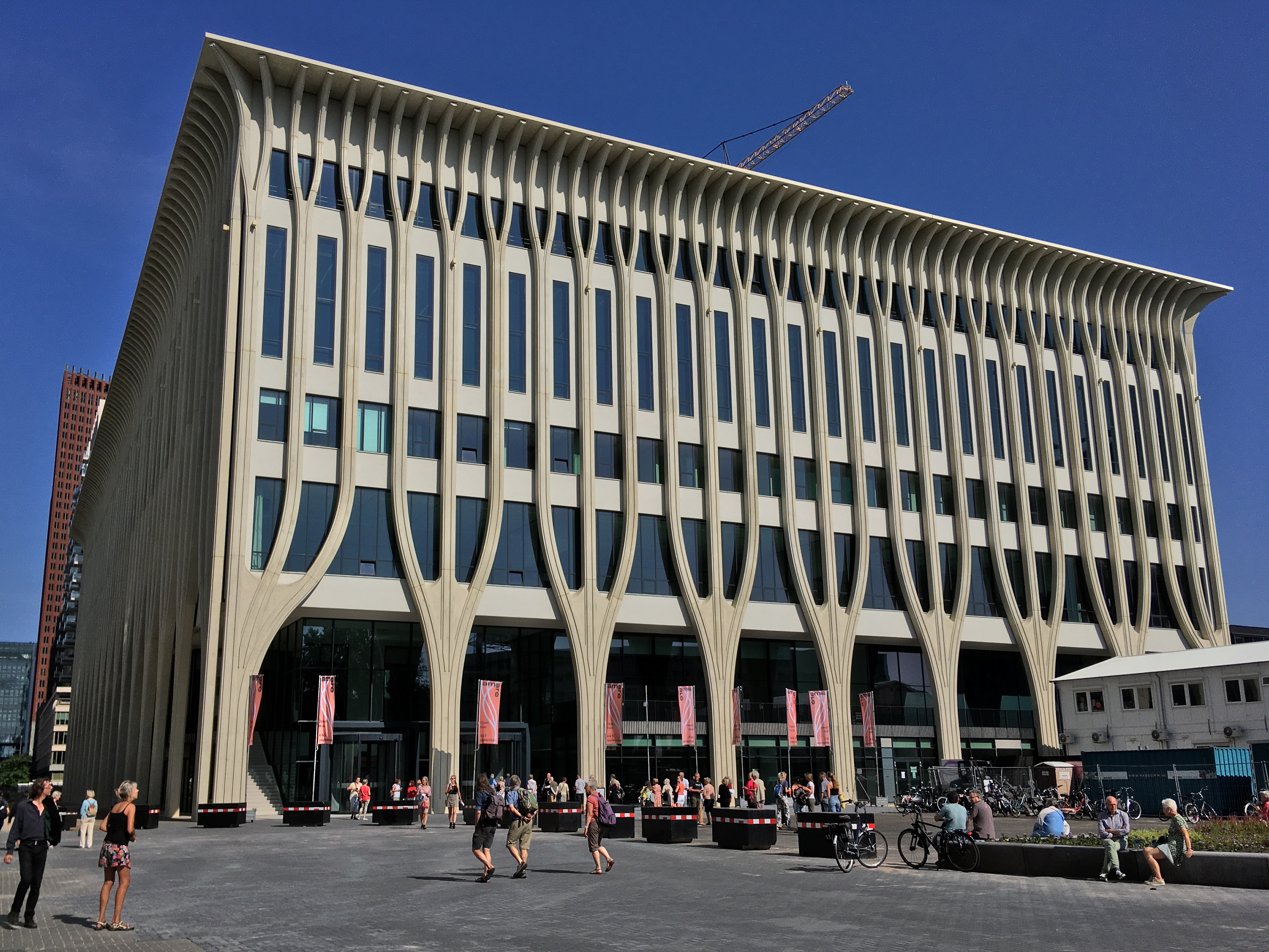
Amare aan het Spui, thuisbasis sinds 2021

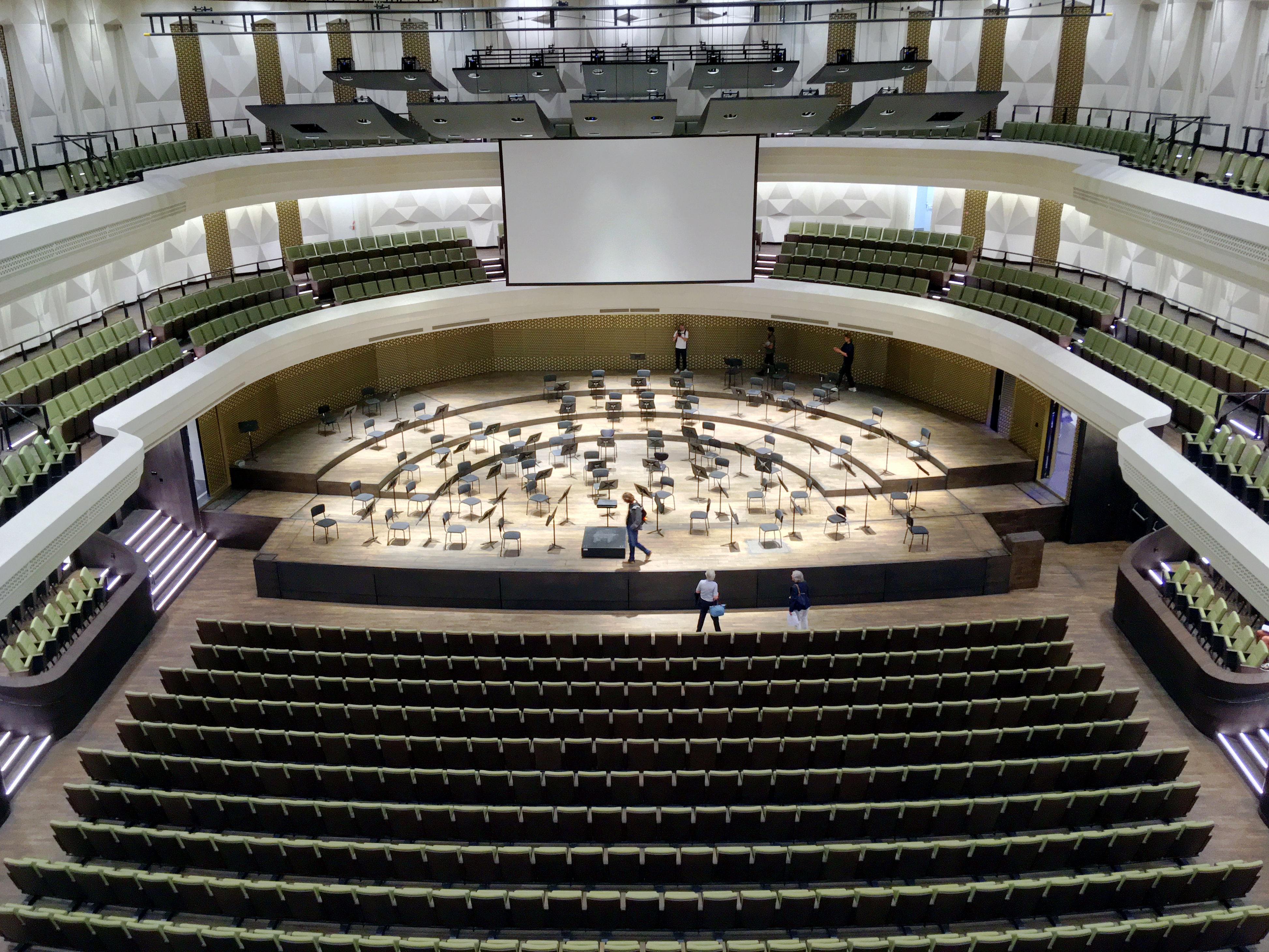
Amare, concertzaal

Het Residentie Orkest (RO) in Den Haag, in het buitenland bekend als The Hague Philharmonic, is een Nederlands symfonieorkest dat in 1904 is opgericht door Henri Viotta. De naam slaat op het feit dat Den Haag de residentie (regeringszetel) is van Nederland.

## Geschiedenis
De geboorte van het Residentie Orkest valt omstreeks 1903. Op 7 februari 1903 werd een concert gegeven in het Gebouw voor Kunsten en Wetenschappen aan de Zwarteweg. Voor de eerste maal prijkte op de affiches de naam "Residentie-Orkest". Na afloop van dit concert werd gestreefd naar een verdere uitbouw van het orkest. Een speciaal oprichtingscomité zorgde voor de uitvoering van de plannen. Gestart werd met een serie zondagmiddagconcerten in de zaal van Diligentia aan het Lange Voorhout. Op 20 november 1904 vond wederom een concert plaats in het Gebouw voor Kunsten en Wetenschappen. Deze datum geldt thans als de officiële oprichtingsdatum van het Residentie Orkest.
In 1904 vond het eerste concert plaats onder leiding van de oprichter Henri Viotta. Hij had zich ook in de jaren ervoor al bijzonder ingezet voor de uitvoering van symfonische muziek in Nederland. Al spoedig maakte het orkest naam. In 1911 hield het een festival rond de muziek van Richard Strauss, die zelf kwam dirigeren. In 1928 dirigeerde Igor Stravinsky bij het orkest verschillende van zijn eigen werken. In 2010 werd dit concert gereconstrueerd.
Onder de vooroorlogse dirigenten vallen vooral de componist Peter van Anrooy te noemen en de vaste gastdirigenten Carl Schuricht en George Szell. De hoboïst Jaap Stotijn zorgde ervoor dat Arturo Toscanini enige keren dit orkest heeft gedirigeerd. Van Anrooy werd opgevolgd door Frits Schuurman en tussen 1949 en 1973 was Willem van Otterloo chef-dirigent. Deze periode is gedocumenteerd in vele opnamen die het orkest in de Grote Zaal van het Concertgebouw in Amsterdam maakte. Doordat Philips ze uitbracht in goedkope lp-series werden ze over de gehele wereld verspreid en hadden Van Otterloo en het Residentie Orkest een grote internationale reputatie. Doordat Van Otterloo het chef-dirigentschap gaandeweg ging combineren met vele activiteiten bij andere orkesten in binnen- en buitenland, was in de jaren 1969-73 Hiroyuki Iwaki aangesteld als tweede vaste dirigent. Van Otterloo's opvolgers waren achtereenvolgens Jean Martinon, Ferdinand Leitner, Hans Vonk, Jevgeni Svetlanov en Jaap van Zweden. Vanaf 2005 was de Est Neeme Järvi chef-dirigent. Hij stond onder contract tot de zomer van 2012. In maart 2014 maakte het Residentie Orkest bekend dat Jan Willem de Vriend per 1 augustus 2015 voor de duur van vier seizoenen was aangesteld als vaste dirigent. Naast hem werd Nicholas Collon per 1 september 2016 benoemd, voorlopig voor de duur van drie seizoenen. In juni 2017 werd Collons benoeming tot chef-dirigent en artistiek adviseur met ingang van het seizoen 2018-2019 bekendgemaakt, evenals het vertrek van De Vriend in 2019. Collon werd met ingang van het seizoen 2021-2022 opgevolgd door de Duitse dirigente Anja Bihlmaier. In december 2023 werd aangekondigd dat Bihlmaier op haar beurt in 2025 als chef-dirigent zal worden opgevolgd door Jun Märkl.

## Concertzaal
Belangrijk in de ontwikkeling van het Residentie Orkest was de verzorging van de zomerconcerten in de Kurzaal van het Scheveningse Kurhaus, die in 1915 van het Orchestre Lamoureux werd overgenomen. Deze concerten, die tot 1919 werden geleid door Rhené-Baton en in de jaren dertig door Ignaz Neumark en Carl Schuricht, vonden plaats tot 1968, toen er in het veranderde badplaatsleven onvoldoende belangstelling voor klassieke concerten bleek te zijn. De Kurzaal is echter nooit de eigen concertzaal van het Residentie Orkest geweest. Zeer lange tijd heeft het orkest zonder eigen, echte concertzaal moeten optreden.
Vanaf de oprichting werden de Haagse abonnementsconcerten gegeven in het akoestisch matige Gebouw voor Kunsten en Wetenschappen aan de Zwarteweg in Den Haag. Dit werd echter in 1964 gesloten en brandde later dat jaar af. Aanvankelijk werd de Kurzaal daarna ook voor de reguliere winterconcerten gebruikt, maar vervolgens begon voor de musici een ontmoedigende zwerftocht langs tal van inadequate zalen. In 1968 verhuisde het orkest naar het Congresgebouw, maar ook na een ingrijpende akoestische verbouwing bleek de Prins Willem-Alexanderzaal in dat gebouw ongeschikt als concertzaal.
Hierop nam het Residentie Orkest een privé-initiatief en besloot in 1983 een eigen zaal te bouwen. Sponsors werden gezocht, sponsorconcerten gegeven en er werden speciale grammofoonplaten uitgebracht: de twee series 400 jaar Nederlandse muziek. Uiteindelijk kon na al deze inspanningen in september 1987 de Dr. Anton Philipszaal aan het Spui worden betrokken. Na bijna een kwart eeuw was het seizoen 2014/2015 het laatste in de Anton Philipszaal. Omdat deze zaal (en het Lucent Danstheater in hetzelfde gebouwencomplex) werden vervangen door een nieuw 'Cultuurforum', werd vanaf het seizoen 2015/2016 gebruikgemaakt van een tijdelijke voorziening, het Zuiderstrandtheater in het Havenkwartier (Scheveningen). In september 2021 opende het nieuwe 'Cultuurforum' als Amare en sindsdien vinden de concerten van het orkest hier plaats.

## Positie

### Karakteristiek
Het Residentie Orkest is in zijn ruim honderdjarig bestaan uitgegroeid tot een van de grote symfonieorkesten van Nederland. In de periode-Van Otterloo had het door de vele Philips-opnamen, die wereldwijd verkocht werden, ook een internationale reputatie. Het orkest is veelvuldig te horen op belangrijke podia in binnen- en buitenland. Het Residentie Orkest vierde in 2009 zijn 105-jarig jubileum.
Als sterke punten van dit orkest beschouwen velen de "fluwelen" strijkersklank en het feit dat de aanvoerders van de diverse orkestgroepen nationaal en internationaal ook als solist van zich laten horen. Legendarisch is het concertmeestersduo Herman Krebbers en Theo Olof. Jaap Stotijn was de feitelijke grondlegger van de zogeheten Nederlandse hoboschool met hoboïsten als Han de Vries, Jan Spronk, Frank van Koten en Bart Schneemann. In later jaren soleerde hoboïste Pauline Oostenrijk regelmatig voor haar 'eigen' orkest. De hoornisten Herman Jeurissen en Ab Koster zijn ook door hun musicologisch onderzoek vooraanstaande bespelers van dit instrument. Het orkest heeft van oudsher een reputatie op het gebied van de uitvoering van Nederlandse muziek en werken van moderne componisten. Het Residentie Orkest speelde regelmatig wereldpremières van nieuw (Nederlands) werk.

### Toekomst
Het Residentie Orkest is een langjarig gesubsidieerde instelling. Er zijn twee grote subsidiestromen. Eén is van de Rijksoverheid, waarvoor men 'in ruil' onder meer de verplichting heeft per jaar één operaproductie van de De Nederlandse Opera te begeleiden. Daarnaast ontvangt het orkest subsidie van de gemeente Den Haag. Deze wordt in 2010, net als alle andere subsidie ontvangende welzijns- en kunstinstellingen in Den Haag, met 7% gekort. Het RO staat voor de taak een echt orkest voor de stad te worden en een artistieke en maatschappelijke visie te ontwikkelen. Het Residentie Orkest dient zich sterk te maken als orkest voor alle Hagenaars. Het orkest intensiveert daarom de samenwerking met culturele Haagse partners zoals het Koninklijk Conservatorium Den Haag. Men zoekt aansluiting bij de historie van de stad met speciale concertproducties, werkt in 2011 mee aan een groots Mahlerfestival en geeft in seizoen 2010/2011 twee concerten met Tijl Beckand speciaal voor een jongere doelgroep. Met gepaste educatieprogrammas voor zowel basis- als voortgezet onderwijs, verrassende producties en aansprekende gasten in het Zuiderstrandtheater en elders in Den Haag probeert het Residentie Orkest midden in de Haagse samenleving te staan.
Het orkest weet per jaar ruim honderdduizend bezoekers te bereiken in Den Haag en daarbuiten. Buiten het geven van symfonische concerten zet het Residentie Orkest zich sterk in voor klassiekemuziekeducatie. Er is daartoe een uitgebreid educatieprogramma “Ontdek het orkest” ontwikkeld, bedoeld voor leerlingen uit het basis- en voortgezet onderwijs, volwassenen en amateurmusici. In 2009 hebben meer dan 12.000 kinderen, jongeren, volwassenen en amateurmusici op deze manier kennis kunnen maken met symfonische muziek.
De commissie-Hirsch Ballin adviseerde in 2012 het stadsbestuur over de culturele infrastructuur in Den Haag vanaf 2013. Daarin is ‘een volledige omslag ten opzichte van het huidige orkestbedrijf [nodig] ook al is er waardering voor de kwaliteit van de musici en recente nieuwe ontwikkelingen’. De bedrijfseconomische plannen van het Residentie Orkest gaven de commissie ‘onvoldoende vertrouwen dat deze omwenteling hiermee gerealiseerd kan worden’. De commissie adviseerde een onderscheidend profiel, 'wilde het ‘Residentie Orkest zich in de voorste rangen van het nationale en internationale muziekleven staande wilde blijven houden. De commissie stond op het standpunt dat dit repertoireprofiel de maat moest zijn voor de omvang van het orkest. Volgens de commissie kon dit het beste worden gerealiseerd met een formatie van 60 fte die ruimte kon bieden aan 75 tot 80 musici. Nadat de aanbevelingen van deze commissie overgenomen waren, was het voor het orkest niet meer mogelijk op basis van de eigen bezetting zeer groot-symfonisch repertoire – symfonieën van bijvoorbeeld Mahler, Sjostakovitsj en Bruckner – te spelen. In november 2012 meldde het orkest op zijn website: 'Het Residentie Orkest is diep teleurgesteld over het besluit van de gemeenteraad om de structurele subsidie terug te brengen van € 5,1 naar € 3,5 miljoen.' Vanaf het cultuurseizoen 2014/2015 werd de programmering in samenwerking met het Rotterdams Philharmonisch Orkest opgezet.

## Dirigenten

### Chef-dirigenten
- 1904 - 1917: Henri Viotta
- 1917 - 1935: Peter van Anrooy
- 1938 - 1949: Frits Schuurman
- 1949 - 1973: Willem van Otterloo
- 1974 - 1976: Jean Martinon
- 1976 - 1980: Ferdinand Leitner
- 1980 - 1992: Hans Vonk
- 1992 - 2000: Jevgeni Svetlanov
- 2000 - 2005: Jaap van Zweden (sindsdien ere-gastdirigent)
- 2005 - 2012: Neeme Järvi (sindsdien chef-dirigent emeritus)
- 2018 - 2021: Nicholas Collon
- 2021 - : Anja Bihlmaier[6]
- benoemd m.i.v. 2025 - : Jun Märkl[9]

### Vaste dirigenten
- 2015 - 2019: Jan Willem de Vriend
- 2016 - 2018: Nicholas Collon

### Vaste gastdirigenten
- 1930 - 1939: Carl Schuricht
- 1937 - 1939: George Szell
- 1969 - 1974: Hiroyuki Iwaki
- 1979 - 1989: Alain Lombard
- 1990 - 1996: Günther Herbig
- 1992 - 1996: Oliver Knussen
- 1996 - 1998: George Pehlivanian
- 2005 - heden: Jaap van Zweden, eregastdirigent
- 2013 - heden: Richard Egarr
- 2021 - heden: Jun Märkl

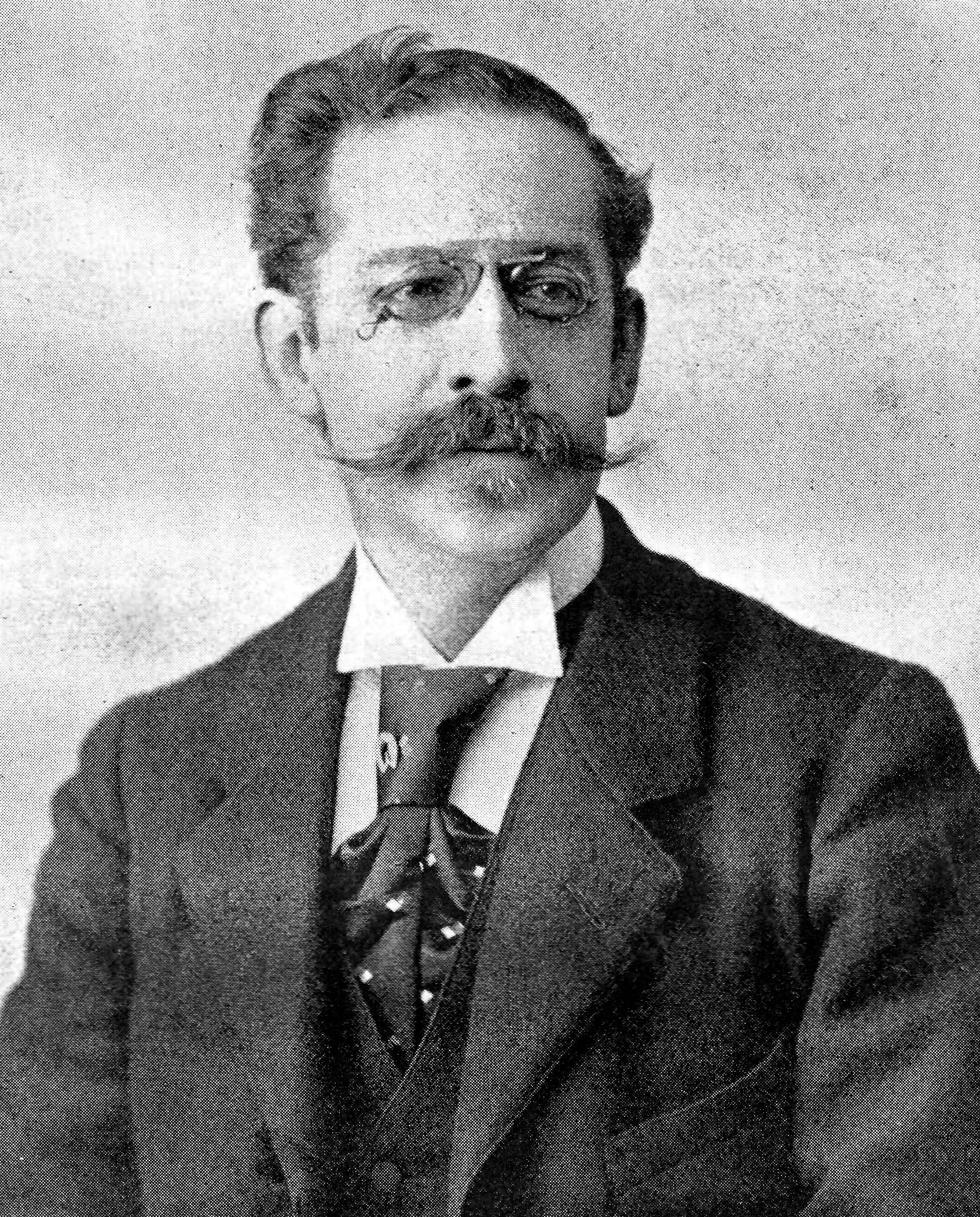
Henri Viotta, chef-dirigent 1904-1917
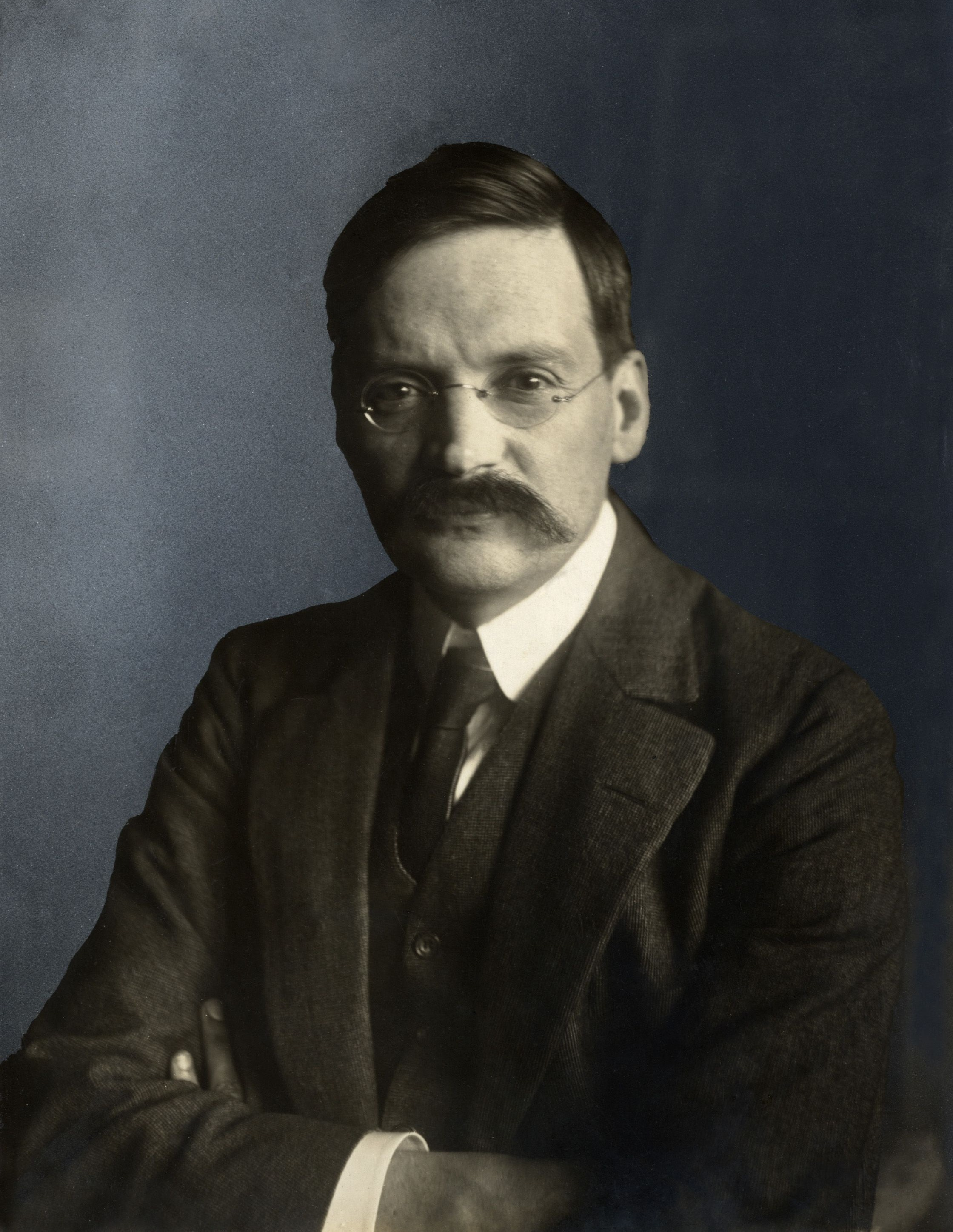
Peter van Anrooy, chef-dirigent 1917-1935
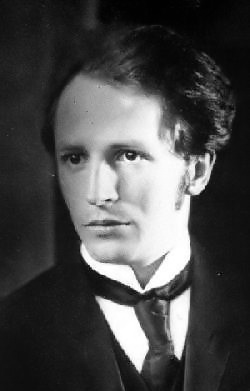
Carl Schuricht, vaste gastdirigent 1930-1939
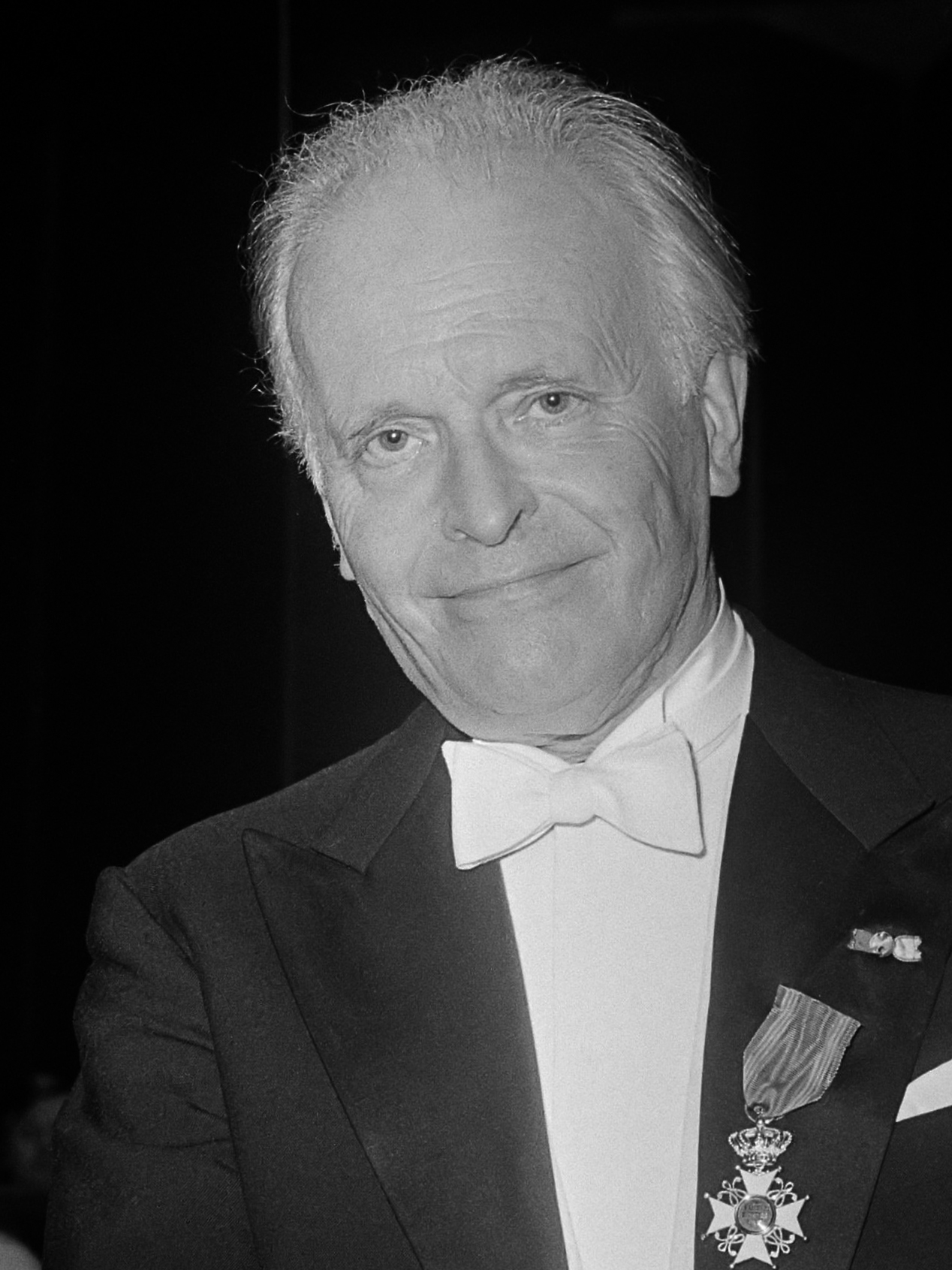
Willem van Otterloo, chef-dirigent 1949-1973
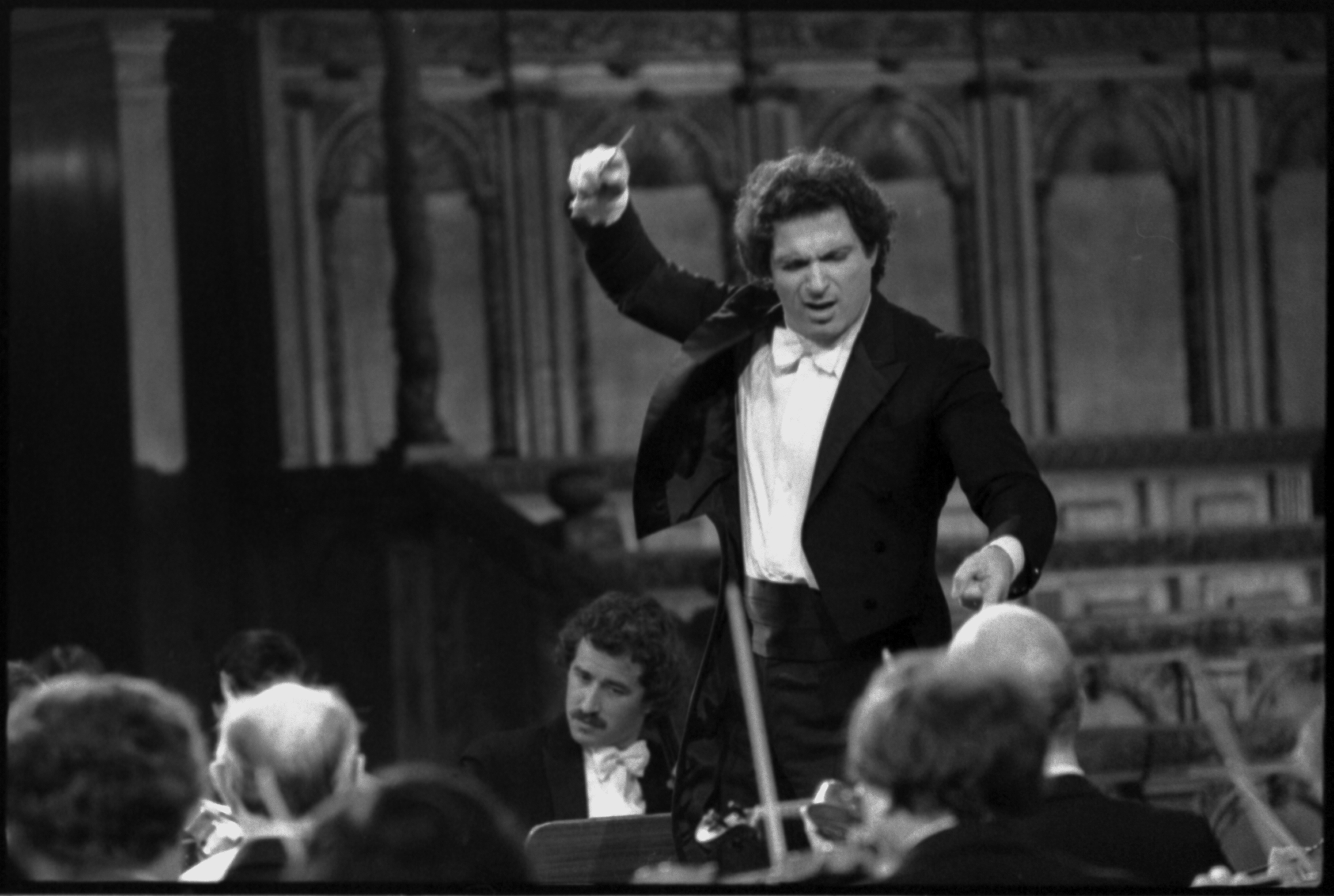
Alain Lombard, vaste gastdirigent 1979-1989
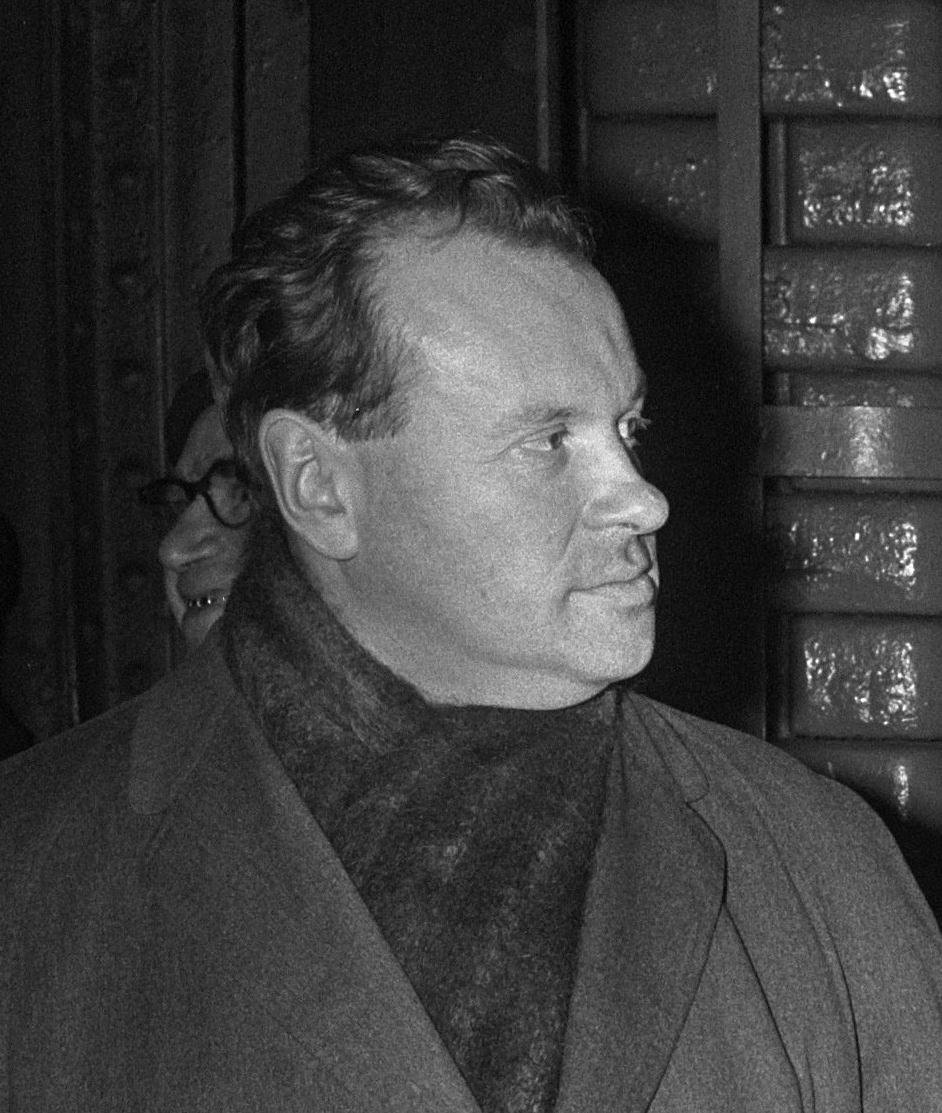
Jevgeni Svetlanov, chef-dirigent 1993-2000
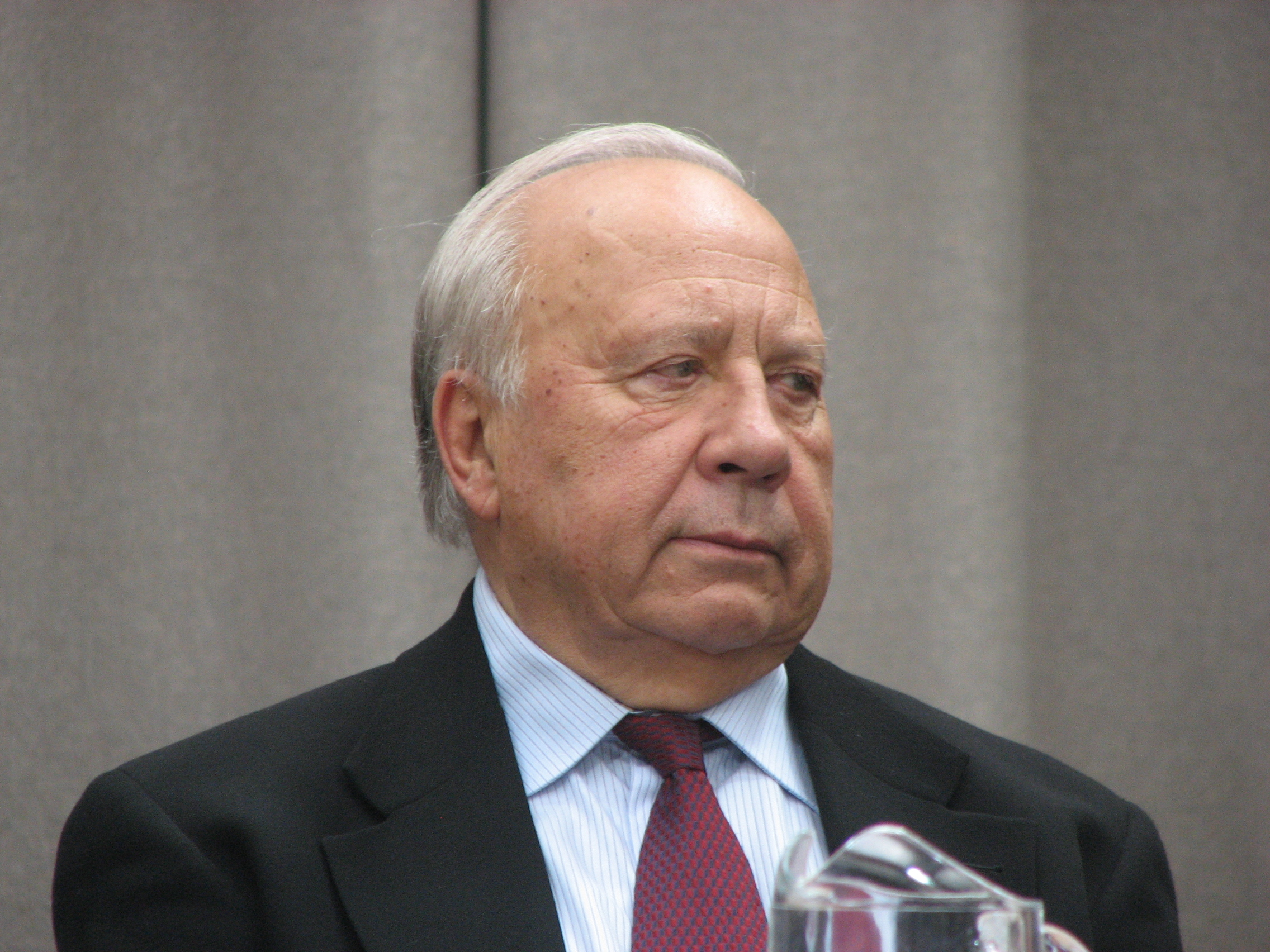
Neeme Järvi, chef-dirigent 2005-2012
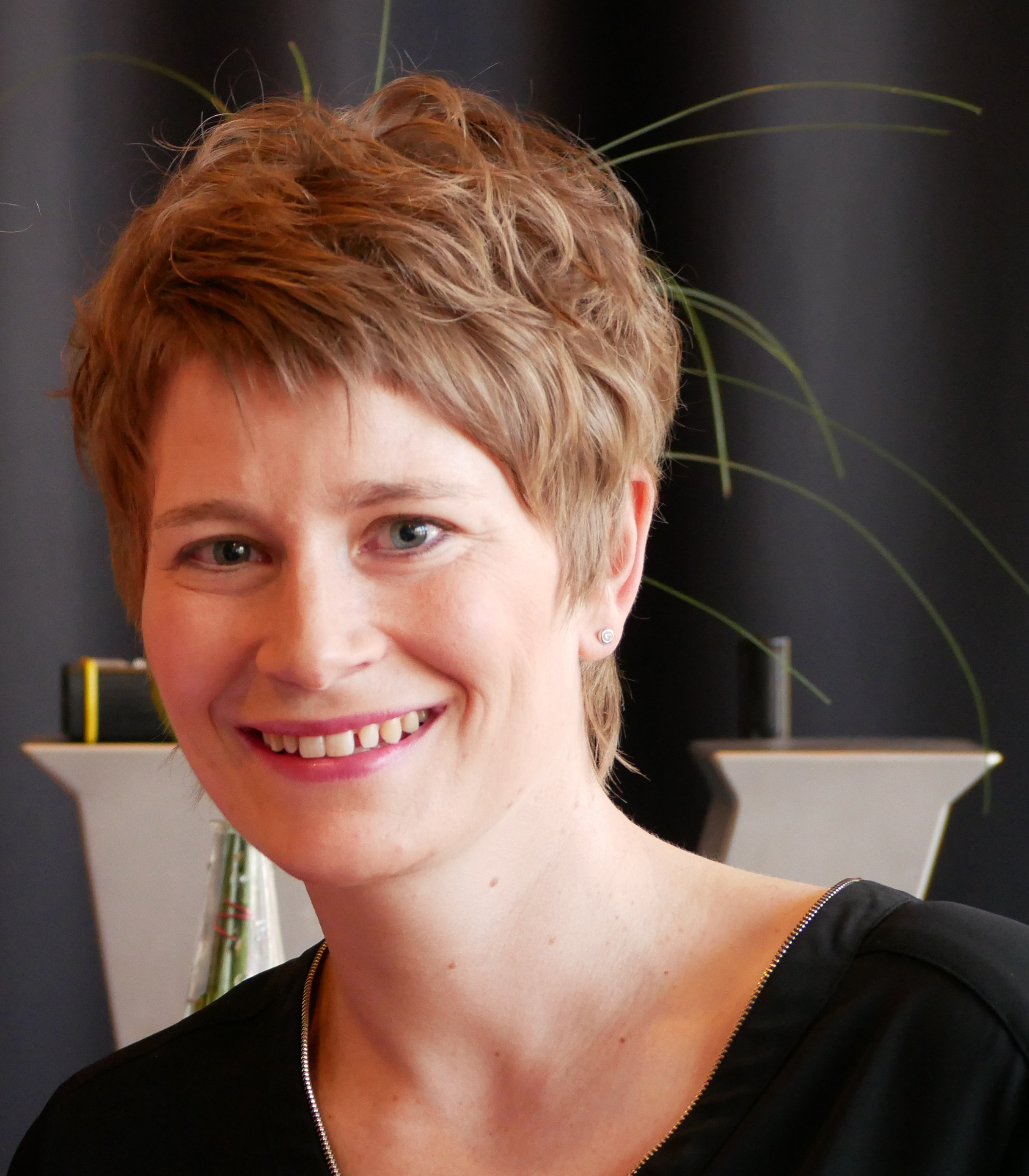
Anja Bihlmaier, chef-dirigent sinds 2021

### Concertmeesters
- 1904 - ±1910: Laurent Angenot
- 1904 - 1917: André Spoor
- ±1910 - 19??: Johan Starrenburg
- 1917 - 1949: Sam Swaap
- 1917 - 1950: Adolphe Poth
- 1950 - 1962: Herman Krebbers
- 1950 - 1970: Theo Olof
- 1962 - 1980: Willem Noske
- 1970 - 2003: Jaring Walta
- 1979 - 1991 / 1996 - 2008: Zino Vinnikov
- 1990 - 1995: John Harding
- 2004 - heden: Lucian-Leonard Raiciof
- 2010 - 2014: Kees Hülsmann
- 2018 - heden: Wouter Vossen

## Discografie
In het bestaan van het Residentie Orkest zijn vele opnamen uitgebracht, vooral in de periode onder chef-dirigent Willem van Otterloo. Vaste contracten met grote platenlabels bestaan in de 21e eeuw nauwelijks meer en daarom heeft het RO, net als vele andere symfonieorkesten, een eigen label opgericht. Op RO Live zijn onder meer Tsjaikovski's Vijfde symfonie en de Eerste symfonie van Johannes Brahms, uitgebracht, beide onder leiding van chef-dirigent Neeme Järvi. In 2010 bracht Chandos de Vijfde symfonie van Anton Bruckner uit.

### Albums
| Album met eventuele hitnotering(en) in de Nederlandse Album Top 100 | Datum van verschijnen | Datum van binnenkomst | Hoogste positie | Aantal weken | Opmerkingen        |
| ------------------------------------------------------------------- | --------------------- | --------------------- | --------------- | ------------ | ------------------ |
| Bach: Mattheuspassie                                                |                       | 25-03-2006            | 1(1wk)          | 12           | o.l.v. Jos Vermunt |

## Trivia
- In 2004 nam het orkest samen met Chuck Deely een cd op. Zij hadden al eerder samengewerkt voor het 100e Binnenhoffestival.
- In 2018 namen de heren van het Residentie Orkest na 113 jaar afscheid van het rokkostuum om kleding van de Nederlandse modeontwerper Michael Barnaart van Bergen te gaan dragen.